# Schneidemühle (Sonneberg)
Schneidemühle ist ein Ortsteil der Stadt Sonneberg im Landkreis Sonneberg in Thüringen.

## Lage
Schneidemühle liegt am Anfang des Ölsetales im Thüringer Schiefergebirge am Beginn der Nordabdachung. Unten im Tal liegt Sonneberg und die Grenze zu Bayern. Das Bergdorf befindet sich südlich von Hasenthal und nördlich von Eschenthal an der Landesstraße 1150, die kurvenreich und stetig steigend Schneidemühle durchquert.

## Geschichte
Eine urkundliche Ersterwähnung konnte in der einschlägigen Literatur nicht gefunden werden.
1843 wurde eine Schneidemühle bei Hasenthal erwähnt. Zu diesem Zeitpunkt lebten dort 6 Personen in einem Haushalt. Die Mühle gehörte zum Herzogtum Sachsen-Meiningen und fiel in die Zuständigkeit des Landgerichtes Gräfenthal.